# Applause
«Applause» (с англ. — «Аплодисменты») — песня американской певицы и автора песен Леди Гаги с её третьего студийного альбома Artpop. Как лид-сингл выпущен 12 августа 2013 года. О его выпуске стало известно на закрытой вечеринке 12 июля 2013 года. Продюсерами трека стали Леди Гага и DJ White Shadow.
4 августа 2013 стали известны несколько строк из песни. 12 августа 2013 года стал известен один куплет и припев. Премьера песни должна была состояться 19 августа 2013 года, но из-за утечки нескольких фрагментов композиции 10 августа (и угрозы утечки всей песни) премьеру перенесли раньше на одну неделю.
Сингл почти сразу же после релиза возглавил топ-чарты iTunes..

## Работа над песней
Работа над «Applause» велась во время The Born This Way Ball Tour в 2012 году. В январе 2013 года поступила информация о выпуске первого сингла в начале 2013 года. Летом 2013 года Гага объявила, что «Applause» станет первым синглом из Artpop.
Первые строчки из песни Леди Гага опубликовала в январе 2013 года в Twitter. 28 июля в Twitter исполнительница объявила о перенесении предзаказа в iTunes на 19 августа. Обложка сингла была показана 28 июля, через официальную страничку певицы в Twitter. Промофото к синглу были предъявлены 26 июля. 10 августа в сеть попало два отрывка из композиции. 12 августа под угрозой утечки сингла в сеть «Applause» был выпущен на неделю раньше в iTunes и на американских радиостанциях.

## Релиз и промо
Летом 2011 года певица поделилась информацией, что все идеи для Artpop записывает в специальный блокнот. 28 июля 2013 было объявлено о перенесении даты предзаказа альбома на дату выпуска первого сингла.
В июле в социальную сеть Little Monsters попала фотография, на которой Гага работает за холстом, на котором написано слово «Applause» и дата 8-19-13.
26 июля певица показала промофото к синглу. 28 июля Леди Гага обнародовала обложку сингла на сайте Women’s Wear Daily.
Журнал WWD:

Снятая Инез Ван Ламсверде и Винудом Матадином, данная фотография красочна, эмоциональна и театральна, она запечатлевает Гага с выражением лица, подобным Пьеро, её радужный макияж искусно смазан, а её волосы покрывает тканевая повязка.Оригинальный текст (англ.)Shot by Inez van Lamsweerde and Vinoodh Matadin, the photograph is colorful, emotional and theatrical, capturing Gaga with a Pierrot-esque face, her rainbow of makeup artfully smeared and her hair covered under a head wrap.

«Во время съёмок нового клипа у меня был макияж, похожий на клоунский грим. Когда я пела, я расплакалась и расстроилась из-за того, что скучаю по поклонникам, что повредила бедро на концерте, что скучаю по турне. Завершение тура было действительно тяжёлым моментом для всех нас, нам пришлось попрощаться с шоу и альбомом, который мы очень любим, и, по сути, попрощаться нормально не смогли, поэтому на съёмках видеоклипа я испытала массу эмоций, я размазала макияж по лицу, чтобы это выглядело как слёзы, и это стало одной из наших любимых сцен в видео».— Леди Гага
10 августа в сеть попали два небольших фрагмента трека. 12 августа в момент угрозы утечки «Applause» сингл был официально выпущен на неделю раньше запланированной даты. Песня стала доступна для покупки в магазинах iTunes, вместе с предварительным заказом Artpop. По данным The Official Charts Company, в первые несколько часов сингл был продан в количестве 10 000 копий цифровых копий.
В день утечки исполнительница также выложила трейлер к синглу, в котором цитирует фразы некоторых журналистов и использует метод реверсивной психологии.
По словам певицы, «Applause» могла не войти в альбом, по причине сложного отбора композиций для Artpop.

## Отзывы критиков
«Applause» получил положительные отзывы от музыкальных критиков.
Крис Ричардс из Washington Post:

«Леди Гага „Applause“ — это тренд, и это очень круто. Электро-поп с сахарным голосом Леди Гага между Энни Леннокс (Annie Lennox) и Дэвидом Боуи (David Bowie). Это странная смесь прозрачности и энергии описывает тоску Гаги по всеобщему вниманию, которое нужно суперзвездам, чтобы выжить. Мы будем хлопать в ладоши!»Оригинальный текст (англ.)It’s an unsurprising electro-pop sugar cube with Gaga seeking our approval in a voice somewhere between Annie Lennox and David Bowie.
Элен Коулехан от Rolling Stone в своём обзоре отметила, что звучание, построенное на синтезаторах вместе с лирикой, возвращают Леди Гагу к дебютному альбому The Fame. Более негативно эту мысль выразил критик от журнала Slant Magazine, назвав композицию слишком простой, добавив, что попавшая в интернет демоверсия песни «Aura» лучше «Applause».
Ник Катучи из Entertainment Weekly также положительно оценил песню:

Новый сингл Леди Гага, звучащий как нечто, которое можно услышать в «секс-подземельях» Берлина, показывает исполнительницу как супер-звезду, требующую оваций. Возможно, в «Applause» есть некоторая критика славы, но нет иронии в отношении музыки, которая шаг за шагом достигает своей приятной кульминации. 
Сайт PopCrush дал песне 3 из 5 звезд, похвалив драматичный текст, но отметил, что песня не вызывает каких-либо эмоций после нескольких прослушиваний.
Журнал Billboard: 

«„Поднимите свои руки вверх и соединяйте их!“ — заявляет Гага самым драматичным образом в новом, быстром сингле, который строится вокруг пульсирующих синтезаторов и переходит в зажигательную танцевальную часть. Песня будет впервые исполнена вживую на церемонии MTV Video Music Awards 2013, которая пройдёт 25 августа в Бруклине („Brooklyn’s Barclays Center“)».Оригинальный текст (англ.)"Put your hands up, make 'em touch!" Gaga declares in dramatic fashion on the uptempo new single, which is built around pulsating synthesizers and morphs into a thrilling dance cut when it circles back to its chorus. The single will be performed live for the first time at the MTV Video Music Awards, airing live from Brooklyn's Barclays Center on Aug. 25.
Popjustice поставил оценку 9/10, назвав исполнительницу величайшей поп-звездой в мире
.

## Участие в чартах
Несмотря на досрочный релиз «Applause» в один день с синглом «Roar» Кэти Перри, слушатели положительно приняли композицию. Nielsen SoundScan прогнозировал продажи сингла в количестве более 400 000 копий. К концу недели Nielsen SoundScan и Billboard снизили предполагаемые продажи до 300 000 — 225 000 копий. В первую неделю «Applause» не смог дебютировать в Billboard Hot 100, так как официально сингл поступил на радио 19 августа. Несмотря на то, что сингл не стартовал в Billboard Hot 100, ему удалось оказаться на 16 позиции в чарте Dance/Electronic Songs.
В Великобритании за первые несколько часов было продано 10 000 цифровых копий композиции. В официальный чарт Британии «Applause» вошёл с 5 позиции. Релиз песни вызвал повышенный интерес к синглу 2009 года «Bad Romance», который продан в количестве более одного миллиона копий, введя Леди Гага в список 16 исполнителей, у которых синглы смогли продаться тиражом более миллиона в Великобритании. На второй неделе пребывания в британском чарте сингл упал до девятого места.
На второй неделе в Dance/Electronic Songs «Applause» добрался до первого места и стартовал с 20 места в Top 40 Mainstream(Pop Songs). В Billboard Hot 100 сингл дебютировал на шестой строке, став двенадцатым синглом певицы, который оказывался в первой десятке этого чарта. После своего появления на радио трек появился в Digital Songs, Streaming Songs и Radio Songs на третьем, девятом и сороковом местах соответственно.

## Музыкальное видео
Режиссёрами клипа стали знаменитые фотографы Inez & Vinoodh, съёмки проходили на студии Paramount Pictures в середине июля. 26 июля в интернете появились фото кинематографической хлопушки со съёмок нового клипа, по которому и стало ясно, что первый сингл будет называться «Applause». Премьера клипа состоялась 19 августа в 16:30 по московскому времени в прямом эфире программы Good Morning, America на телеканале ABC, а также на гигантских мониторах площади Times Square. До выпуска видео певица оставила сообщение, в котором задала вопрос, что бы сделали фанаты ради аплодисментов, прикрепив к посланию кадр из клипа. В день премьеры клипа Леди Гага рассказала, что при создании видео у неё и её команды было очень много идей, каждая из которых показывала её «одержимость переменами».

### Обзор
Видео включает в себя цветные и чёрно-белые кадры, в нём присутствует сложная компьютерная графика. В более простых сценах на Леди Гага одета в чёрный облегающий комбинезон с широкими рукавами и чепцом, в некоторых кадрах на её лице появляется клоунский макияж. В двух сценах с хореографией певица носит бельё в виде рук (на плавках изображён неприличный жест), а также раковины, прикрывающие интимные места. Во время кульминации Гага проходит через фиолетовый «портал», держа искусственную ногу с цветами. В финале исполнительница жестами изображает слово «ARTPOP».

## Интересные факты
- «Applause» использована в качестве саундтрека к рекламе автомобиля KIA Soul 2-го поколения (2014 года выпуска).
- «Applause» можно услышать в видеоигре Grand Theft Auto V на волнах радиостанции «Non-Stop-Pop FM».

## Публичное исполнение
Первое публичное исполнение песни состоялось на церемонии MTV Video Music Awards 2013, которая прошла 25 августа в Бруклине.

## Список композиций
- Цифровая загрузка[41]

1. «Applause» — 3:32

- CD сингл[42]

1. «Applause» — 3:32
2. «Applause» (Instrumental) — 3:32

- Цифровые ремиксы[43]

1. «Applause» (Empire of the Sun Remix) — 4:08
2. «Applause» (Viceroy Remix) — 4:27
3. «Applause» (Purity Ring Remix) — 3:04
4. «Applause» (Bent Collective Club Mix) — 7:26
5. «Applause» (DJ White Shadow Electrotech Remix) — 5:49
6. «Applause» (Fareoh Remix) — 4:52
7. «Applause» (DJ White Shadow Trap Remix) — 4:09
8. «Applause» (Goldhouse Remix) — 4:34

## Чарты
| Чарт (2013)                              | Высшая позиция |
| ---------------------------------------- | -------------- |
| Австралия (ARIA)                         | 11             |
| Австрия (Ö3 Austria Top 40)              | 6              |
| Бельгия/Фландрия (Ultratop 50)           | 10             |
| Бельгия/Валлония (Ultratop 50)           | 5              |
| Болгария (IFPI)                          | 3              |
| Канада (Billboard Canadian Hot 100)      | 4              |
| Чехия (Rádio — Top 100)                  | 20             |
| Россия (TopHit)                          | 1              |
| Ecuador (Ecuador Top 40)                 | 1              |
| Финляндия (Suomen virallinen lista)      | 1              |
| Франция (SNEP)                           | 1              |
| Greece Digital Songs (Billboard)         | 1              |
| Венгрия (Single Top 40)                  | 1              |
| Ирландия (IRMA)                          | 1              |
| Israel (Media Forest)                    | 1              |
| Италия (FIMI)                            | 1              |
| Japan (Japan Hot 100)                    | 1              |
| Luxembourg Digital Songs (Billboard)     | 1              |
| Lebanon (Lebanese Top 20)                | 1              |
| Mexican Anglo Chart (Monitor Latino)     | 1              |
| Нидерланды (Dutch Top 40)                | 1              |
| Нидерланды (Single Top 100)              | 1              |
| Новая Зеландия (Recorded Music NZ)       | 1              |
| Норвегия (VG-lista)                      | 1              |
| Польша (Dance Top 50)                    | 1              |
| Portugal Digital Songs (Billboard)       | 1              |
| Шотландия (OCC Scotland)                 | 1              |
| Словакия (Rádio — Top 100)               | 1              |
| South Korea International Singles (GAON) | 1              |
| Испания (PROMUSICAE)                     | 1              |
| Швеция (Sverigetopplistan)               | 1              |
| Швейцария (Schweizer Hitparade)          | 1              |
| Великобритания (OCC UK Singles)          | 5              |
| США (Billboard Hot 100)                  | 4              |
| США (Billboard Adult Pop Airplay)        | 1              |
| США (Billboard Dance Club Songs)         | 1              |
| США (Billboard Pop Airplay)              | 1              |
| Venezuela Pop Rock                       | 1              |

### Сертификации
| Страна    | Сертификация |
| --------- | ------------ |
| Австралия | Золото       |

## История релиза
| Страна         | Дата             | Формат               | Лейбл                 |
| -------------- | ---------------- | -------------------- | --------------------- |
| США            | 12 августа 2013  | Цифровая дистрибуция | Streamline Interscope |
| Канада         | 12 августа 2013  | Цифровая дистрибуция | Streamline Interscope |
| Австралия      | 13 августа 2013  | Цифровая дистрибуция | Universal             |
| Бельгия        | 13 августа 2013  | Цифровая дистрибуция | Universal             |
| Финляндия      | 13 августа 2013  | Цифровая дистрибуция | Universal             |
| Франция        | 13 августа 2013  | Цифровая дистрибуция | Universal             |
| Германия       | 13 августа 2013  | Цифровая дистрибуция | Universal             |
| Ирландия       | 13 августа 2013  | Цифровая дистрибуция | Universal             |
| Италия         | 13 августа 2013  | Цифровая дистрибуция | Universal             |
| Люксембург     | 13 августа 2013  | Цифровая дистрибуция | Universal             |
| Нидерланды     | 13 августа 2013  | Цифровая дистрибуция | Universal             |
| Новая Зеландия | 13 августа 2013  | Цифровая дистрибуция | Universal             |
| Норвегия       | 13 августа 2013  | Цифровая дистрибуция | Universal             |
| Португалия     | 13 августа 2013  | Цифровая дистрибуция | Universal             |
| Сингапур       | 13 августа 2013  | Цифровая дистрибуция | Universal             |
| Испания        | 13 августа 2013  | Цифровая дистрибуция | Universal             |
| Швеция         | 13 августа 2013  | Цифровая дистрибуция | Universal             |
| Швейцария      | 13 августа 2013  | Цифровая дистрибуция | Universal             |
| Великобритания | 13 августа 2013  | Цифровая дистрибуция | Universal             |
| США            | 20 августа 2013  | Радио                | Interscope            |
| Япония         | 11 сентября 2013 | CD сингл             | Universal             |
| Германия       | 13 сентября 2013 | CD сингл             | Universal             |
| Великобритания | 16 сентября 2013 | CD сингл             | Universal             |